# Moment 22 (film)
Moment 22 (originaltitel: Catch-22) är en amerikansk film från 1970 i regi av Mike Nichols baserad på Joseph Hellers roman med samma namn.

## Handling
Kapten John Yossarian tjänstgör som bombfällare i en B-25 under andra världskriget på den fiktiva flygbasen på medelhavsön Pianosa. I ett försök att bli hemförlovad går han till doktorn för att bli förklarad som mentalt instabil, vilket han bara kan bli om han själv ansöker om det, men inser att han därmed samtidigt bevisar att han är fullt frisk. Allt enligt Moment 22 i den militära regelboken.

## Om filmen
- Filmen hade svensk premiär 28 oktober 1970 på biografen Look i Stockholm.
- Ursprungligen var det tänkt att även Paul Simon skulle medverka i filmen, men hans rollfigur i boken ströks i filmversionen.

## Rollista (i urval)
- Alan Arkin - John Yossarian
- Jon Voight - Milo Minderbinder
- Orson Welles - Dreedle
- Martin Sheen - Dobbs
- Art Garfunkel - Nately
- Charles Grodin - Aarfy Aardwark
- Richard Benjamin - Danby
- Anthony Perkins - A.T. Tappman
- Martin Balsam - Cathcart
- Bob Newhart - Major Major
- Jack Gilford - 'Doc' Daneeka